# Familias fundadoras de Chile
Familias fundadoras de Chile es un trabajo dirigido por Julio Retamal Favereau y Carlos Celis Atria, publicado en tres volúmenes entre 1992 y 2003.
Se conoce como «familias fundadoras de Chile» a aquellas familias subsistentes en el país desde el periodo de conquista e inicios de la colonia. La trilogía surgió con el objetivo de formar un elenco de las familias más antiguas que todavía se mantuvieran por línea de varón.
El primer libro de la serie fue publicado en Santiago en 1992, bajo la autoría de Retamal, Celis y Muñoz Correa. Contiene la filiación ininterrumpida de 71 familias chilenas llegadas al país entre 1540 y 1600.
En su totalidad, la obra abarca 215 familias, cuya fundación se extiende entre 1536 (expedición de Almagro) y 1700 (reformas borbónicas). Son en su totalidad de origen europeo, con la notable excepción de la familia Tamblay, de probable origen diaguita.